# Małgorzata Szumowska

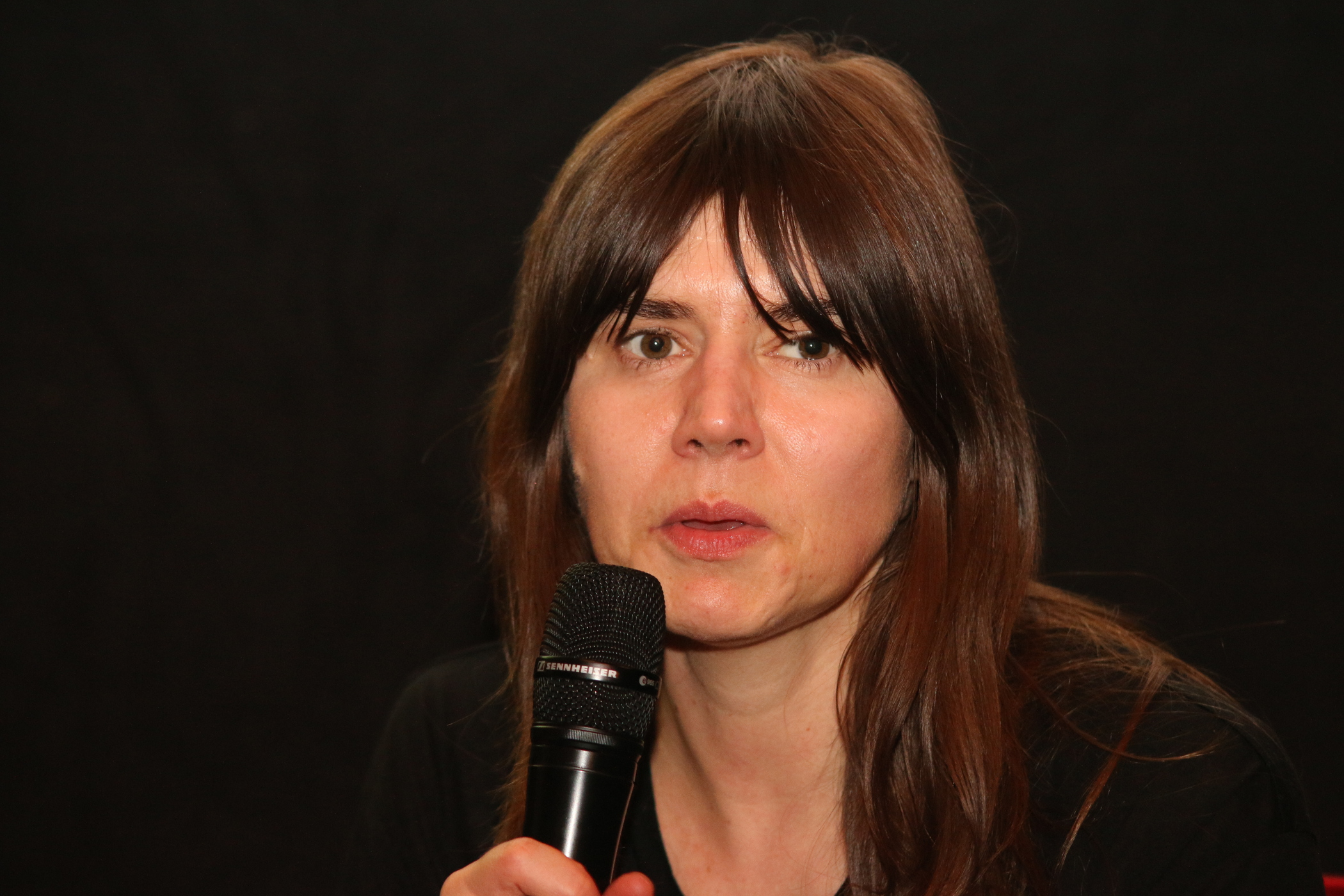
Małgorzata Szumowska, beim Portraitgespräch auf dem 14. Festival des mittel- und osteuropäischen Films in Wiesbaden, 2014

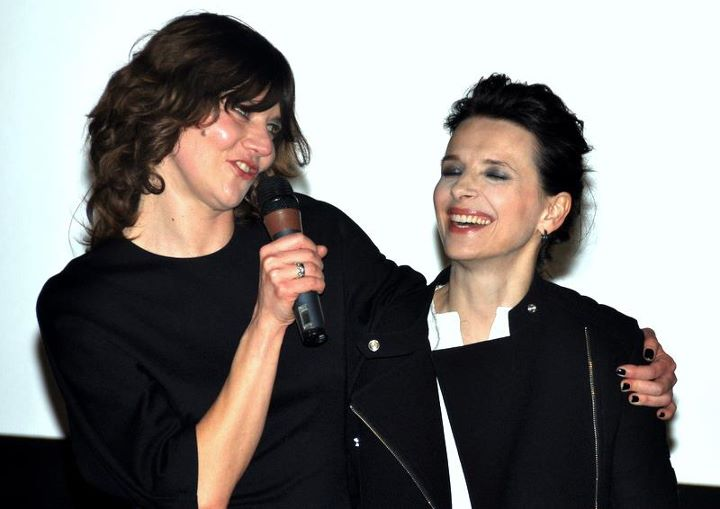
Małgorzata Szumowska (links) mit Juliette Binoche bei der Film Premiere von Das bessere Leben.

Małgorzata Szumowska (* 26. Februar 1973 in Krakau) ist eine polnische Filmregisseurin.

## Leben
Małgorzata Szumowska studierte zunächst zwei Jahre lang Kunstgeschichte an der Jagiellonen-Universität in Krakau, bevor sie ein Regiestudium an der Filmhochschule Łódź begann. 1998 schloss sie das Studium mit dem Diplom ab. Im Jahre 2000 erschien ihr Kinofilmdebüt. Für diesen Film Szczęśliwy człowiek wurde sie 2001 für den Europäischen Filmpreis in der Kategorie Entdeckung des Jahres nominiert. Diese Nominierung erhielt sie auch für ihren zweiten Film Leben in mir, der als deutsch-polnische Co-Produktion entstand. 2005 zählte sie zu der Gruppe von Regisseuren, die für das polnische Fernsehen TVP zum 25. Jahrestag der Gründung der Solidarność einen von 13 Kurzfilmen drehte, die dann unter dem Titel Solidarność, Solidarność zum Jahrestag der Ereignisse vom August 1980 Premiere hatten. Weitere Regisseure waren u. a. Filip Bajon, Ryszard Bugajski, Feliks Falk, Robert Gliński, Jan Jakub Kolski, Juliusz Machulski, Piotr Trzaskalski, Andrzej Wajda und Krzysztof Zanussi.
2008 wurde ihr Film 33 Szenen aus dem Leben mit Julia Jentsch auf dem Filmfestival von Locarno mit dem Spezialpreis der Jury ausgezeichnet. Der Film gewann zudem den Polnischen Filmpreis 2009 in den Kategorien Bester Film, Beste Musik, Bester Schnitt sowie den Publikumspreis.
Ihr Filmdrama W imię… (Festivaltitel: In the Name Of) thematisiert die Homosexualität eines katholischen Priesters. Der Film erhielt eine Einladung in den Wettbewerb der Berlinale 2013. Im Jahr zuvor war sie mit Das bessere Leben bereits in der Sektion Panorama des Festivals vertreten.
Für den Film Body, ein Filmdrama zum Thema Magersucht und Esoterik, wurde sie 2015 auf der Berlinale mit einem Silbernen Bären für die beste Regie ausgezeichnet und erhielt 2016 den Polnischen Filmpreis für die Beste Regie sowie als Bester Film. Im gleichen Jahr wurde sie in die Jury der 66. Internationalen Filmfestspiele Berlin berufen. 2017 erhielt sie auf der Berlinale den Silbernen Bären für Die Maske.
Im Jahr 2022 wurde sie in die Academy of Motion Picture Arts and Sciences (AMPAS) berufen, die alljährlich die Oscars vergibt.
Małgorzata Szumowska ist die Tochter der Journalisten Dorota Terakowska und Maciej Szumowski. Ihr Bruder Wojciech Szumowski ist Dokumentarfilmregisseur. Sie war mit dem Kameramann Michał Englert verheiratet.

## Filmografie (Auswahl)
- 2000: Szczęśliwy człowiek
- 2004: Leben in mir (Ono)
- 2004: Europäische Visionen (Visions of Europe); Segment „Crossroads“
- 2005: Solidarność, Solidarność… (Episode: Ojciec)
- 2008: 33 Szenen aus dem Leben (33 sceny z życia)
- 2011: Das bessere Leben (Elles)
- 2013: Im Namen des … (W imię …)
- 2015: Body (Ciało)
- 2017: Die Maske (Twarz)
- 2019: The Other Lamb
- 2020: Nightwalk (Kurzfilm)
- 2020: Der Masseur (Never Gonna Snow Again)
- 2022: Infinite Storm
- 2023: Frau aus Freiheit (Kobieta z...)